# Romualdo Martínez de Viñalet
Romualdo Martínez de Viñalet (Cádiz, 1814-Málaga, 27 de enero de 1882) fue un general español de la Armada. 

## Biografía
Era hijo de José Martínez de Valdivieso y de Dolores Viñalet. A los dieciséis años de edad fue nombrado guardiamarina; ascendió a alférez de navío en 1836; navegó en la goleta Habanera; fue promovido a teniente de navío en 1842; sirvió entonces en la División de San Bernardino, en el falucho Plutón, en la goleta Isabel II, y como secretario de la Comandancia General de Marina de La Habana.
Ascendió en 1851 a capitán de fragata; mandó sucesivamente los vapores Lepanto y León, la corbeta Ferrolana y las fragatas Isabel II, Perla y Esperanza. Ejerció después el destino de capitán del Puerto de la Trinidad, y fue nombrado en 1855 caballero de la Real y Militar Orden de San Hermenegildo.
En 1856 fue promovido a capitán de navío de segunda clase. Más tarde fue nombrado segundo comandante del Arsenal de la Carraca y pasó a mandar la fragata Petronila el 25 de septiembre de 1861; el 5 de octubre cesó en el Arsenal de la Carraca, pasando a La Habana, donde tomó el mando el 26 de noviembre hasta el 4 de noviembre de 1862, que volvió a la Península. En febrero de 1863 retornó a La Habana y volvió a asumir el mando de la Petronila hasta agosto de 1864, que fue nombrado comandante del Arsenal de La Habana. Pasó después a mandar la fragata Arapiles. En 1866 ascendió a capitán de navío de primera clase, ocupando la Jefatura de la Comisión de Marina en Inglaterra, pasando luego a Puerto Rico a la Comandancia General de Marina.
Fue ascendido por rigurosa antigüedad a contraalmirante de la Armada; pero aviniéndose mal sus ideas con el espíritu revolucionario triunfante ya por aquella época, no quiso aceptar ningún mando ni destino activo propio de su categoría y de su brillante carrera.

### Tercera guerra carlista
El general de la Armada Romualdo Martínez de Viñalet dio el grito de «¡Viva Carlos VII!» el día 14 de mayo de 1872 en las inmediaciones de Espinardo (Murcia) al frente de cincuenta hombres. En su persecución salieron varias columnas que, alcanzando aquella pequeña fuerza carlista en la Rambla Salada, lograron disolverla, cayendo prisioneros Martínez de Viñalet, el comandante José Navarrete y otros dos carlistas de menor graduación, que fueron encerrados en el cuartel de Antigones de Cartagena. 
En la antevíspera del consejo de guerra al que se iba a someter a Martínez de Viñalet, unos sargentos de guardia, que querían evitar que condenasen a muerte al general, idearon un plan para liberarlo y marchar hacia Orán (Argelia francesa). Sin embargo, Martínez de Viñalet rechazó la propuesta, diciendo a uno de sus camaradas presos:

Diga Ud. a los sargentos que agradezco en el alma su interés por mí, pero que no puedo aceptar su sacrificio. Que estoy resignado a sufrir mi suerte, y que no puedo aceptar exponga X su vida y su porvenir por salvarme, máxime cuando aun saliendo bien de la empresa no cuento con una posición para asegurar su porvenir. Si me sentencian a muerte, moriré.

Admirados por su conducta y dignidad, uno de los sargentos afirmó que, en caso de que lo sentenciasen a muerte, lo sacarían a la fuerza con todo el regimiento. Pero el consejo de guerra finalmente no halló méritos para dictar sentencia de muerte.
Posteriormente fue trasladado al castillo de Gibralfaro de Málaga. Cuando en 1873 se insurreccionó el pueblo, licenciando las tropas y poniendo en libertad a todos los presos, el contraalmirante Martínez de Viñalet emigró a Francia y ejerció el cargo de comandante general carlista de la Frontera. Fue nombrado en 1874 ministro de Estado y caballero Gran Cruz de la Real y Militar Orden de San Hermenegildo. Al crearse en 1875 el Consejo Supremo carlista de la Guerra, se le puso al frente del mismo con el empleo de vicealmirante.
Concluida la guerra, emigró a Francia, y siguió siempre con el cargo de presidente de aquel Supremo Consejo compuesto por los generales Benavides, Iturmendi, Freixa, Larramendi y Belda; por los brigadieres Iturzaeta, Torrecilla, Yoldi y Arellano, y por los abogados Moscoso, Brunetto, Sanz y López, García Ramírez, Pascual y Echevarría.
El vicealmirante Martínez de Viñalet volvió a España en 1877 y fijó su residencia en Málaga, donde falleció en 1882. Fue enterrado en el cementerio de San Miguel.
Su hijo, también llamado Romualdo Martínez de Viñalet, se distinguió como oficial en el Ejército carlista del Norte; en la acción de Lecumberri una bala le atravesó el pecho, y de resultas de aquella grave herida vivió ya en adelante muy delicado de salud.